# Wolfgang Stark
Wolfgang Stark, född 20 november 1969 i Landshut, är en tysk fotbollsdomare som dömt matcher i Uefa Champions League, OS i Peking 2008, U-20 VM 2007, samt kvalmatcher till EM och VM. Han var en av domarna som medverkade i fotbolls-VM 2010 i Sydafrika. Stark har varit FIFA-domare sedan 1999.